# Jumping All Over the World
Albums de Scooter
The Ultimate Aural Orgasm
(2007) Under the Radar Over the Top
Jumping All Over The World est le treizième album du groupe allemand Scooter. Il est sorti le 30 novembre 2007 en Allemagne et le 5 mai 2008 au Royaume-Uni. 

## Titres de l'album
| 1.    | The Definition                                         | 1:25 |
| 2.    | Jumping All Over The World                             | 3:48 |
| 3.    | The Question Is What Is The Question?                  | 3:46 |
| 4.    | Enola Gay                                              | 3:59 |
| 5.    | Neverending Story                                      | 3:52 |
| 6.    | And No Matches                                         | 3:31 |
| 7.    | Cambodia                                               | 5:23 |
| 8.    | I'm Lonely                                             | 4:02 |
| 9.    | Whistling Dave                                         | 3:39 |
| 10.   | Marian (Version)                                       | 4:55 |
| 11.   | Lighten Up The Sky                                     | 6:19 |
| 12.   | The Hardcore Massive                                   | 4:25 |
| 13.   | Jump That Rock! (seulement sur la version britannique) | 3:50 |
| 14.   | The Greatest Difficulty                                | 0:20 |
| 49:30 |                                                        |      |